# Veszprém
Veszprém (in tedesco Wesprim o Weißbrunn, in slovacco Vesprém o Bezprím, in croato Vesprim, in italiano storico mutuato dal latino Vesprimia) è una città dell'Ungheria di 56 927 abitanti (2017), capoluogo dell'omonima provincia. Situata a nord del lago Balaton, è un'importante meta turistica, oltreché sede universitaria e arcivescovile.
È stata scelta per essere capitale europea della cultura nel 2023; a seguito dello slittamento nel calendario delle capitali europee della cultura determinato dalla pandemia di COVID-19 le sono state associate Eleusi e Timișoara.

## Storia

### Storia della città
Secondo una leggenda locale la città fu fondata su sette colli: Várhegy (Collina del Castello), Benedekhegy (Collina di S. Benedetto), Jeruzsálemhegy (Collina di Gerusalemme), Temetőhegy (Collina del Cimitero), Gulyadomb, Kálváriadomb (Collina del Calvario) e Cserhát, anche se recentemente sono state reperite tracce di presenza umana nella zona risalenti al Neolitico. Verosimilmente l'antica fondazione è dovuta alla sua posizione strategica tra la Selva Baconia, il Balaton e il Bassopiano ungherese.
Il nucleo antico di Veszprém è edificato su una collina rocciosa sulla quale sorgeva presumibilmente una fortezza franca o avara che finì poi alla casa reale di Árpád. Il ruolo primario di Veszprém nella storia della Chiesa cattolica in Ungheria è attestato dagli importanti avvenimenti che si susseguirono fin dal medioevo: nel 1009 il principe Géza istituì la diocesi di Veszprém, che ebbe un ruolo fondamentale durante la cristianizzazione dell'Ungheria; suo figlio, santo Stefano d'Ungheria, sconfisse le armate del suo principale oppositore Koppány nei pressi della città; la moglie di quest'ultimo, la beata Gisella, diede avvio alla costruzione della cattedrale di San Michele (la più antica cattedrale d'Ungheria).
I vescovi di Veszprém coronavano per secoli le sovrane ungheresi. Nei secoli successivi i vescovi di Veszprém la trasformarono in fortezza, ma la città uscì distrutta nel 1276 per opera dell'esercito di Péter Csák e nel 1380 a seguito di un incendio. Ricostruita prontamente, la città conobbe una nuova fioritura nel Rinascimento, finché la conquista ottomana nel 1552 non interruppe bruscamente questa rinascita.
La città fu poi strappata ai turchi dagli Asburgo, che la tennero per quasi tre secoli. A partire dal 1702 la fortezza venne in parte riedificata, mentre nell'Ottocento e all'inizio del Novecento la città riacquistò parzialmente la sua antica importanza come centro commerciale (mercato del grano).

### L'università
L'Università Pannonica di Veszprém è una delle più antiche d'Europa e risale al medioevo (ma fu distrutta da un incendio nel 1276). Reistituita nel XIX secolo, assieme alla filiale dell'Accademia ungherese delle scienze vale — con le sue cinque facoltà (filosofia, ingegneria, economia, agraria e informatica) — come il principale polo accademico dell'Ungheria occidentale. All'università di Veszprém appartiene anche da alcuni anni il Georgikon a Keszthely, la più antica facoltà europea di agraria.

### Nell'arte
Paesaggio ungherese è un affresco realizzato da Masolino da Panicale nel Palazzo Branda (palazzo del cardinale Branda Castiglione) a Castiglione Olona in provincia di Varese. È particolarmente importante perché rappresenta il primo caso conosciuto in Italia, su scala monumentale, di pittura di paesaggio a sé stante, priva cioè di altre figure principali, soggetti sacri, mitologici o allegorici.
L'affresco, databile al 1435 circa, rappresenta la veduta della città ungherese di Veszprém ove il prelato aveva esplicato l'autorità vescovile come amministratore apostolico dal 1410 al 1420 per invito del re Sigismondo di Lussemburgo. Raffigura una serie di alte montagne costellate di castelli e insediamenti fortificati, mentre nella vallata, rappresentata come un vasto prato verde turchese, si trova una città. L'affresco venne probabilmente eseguito a memoria del viaggio in Ungheria avvenuto nel 1425.

## Amministrazione

### Gemellaggi
Veszprém è gemellata con:
| - Bottrop, Germania - Gladsaxe, Danimarca - Ottignies-Louvain-la-Neuve, Belgio - Passavia, Germania - Rovaniemi, Finlandia | - Sfântu Gheorghe, Romania - Tartu, Estonia - Saumur, Francia - Ningbo, Cina |

- Sebenico

## Popolazione
Gruppi etnici (censimento 2001)
- Ungheresi: 94,7%
- Tedeschi: 1,7%
- Altro: 1%
- Senza risposta: 2,6%

Religioni (censimento 2001)
- Cattolici: 57%
- Calvinisti: 9,7%
- Luterani: 3%
- Altro: 1,3%
- Atei: 19%
- Senza risposta: 10%

## Galleria d'immagini

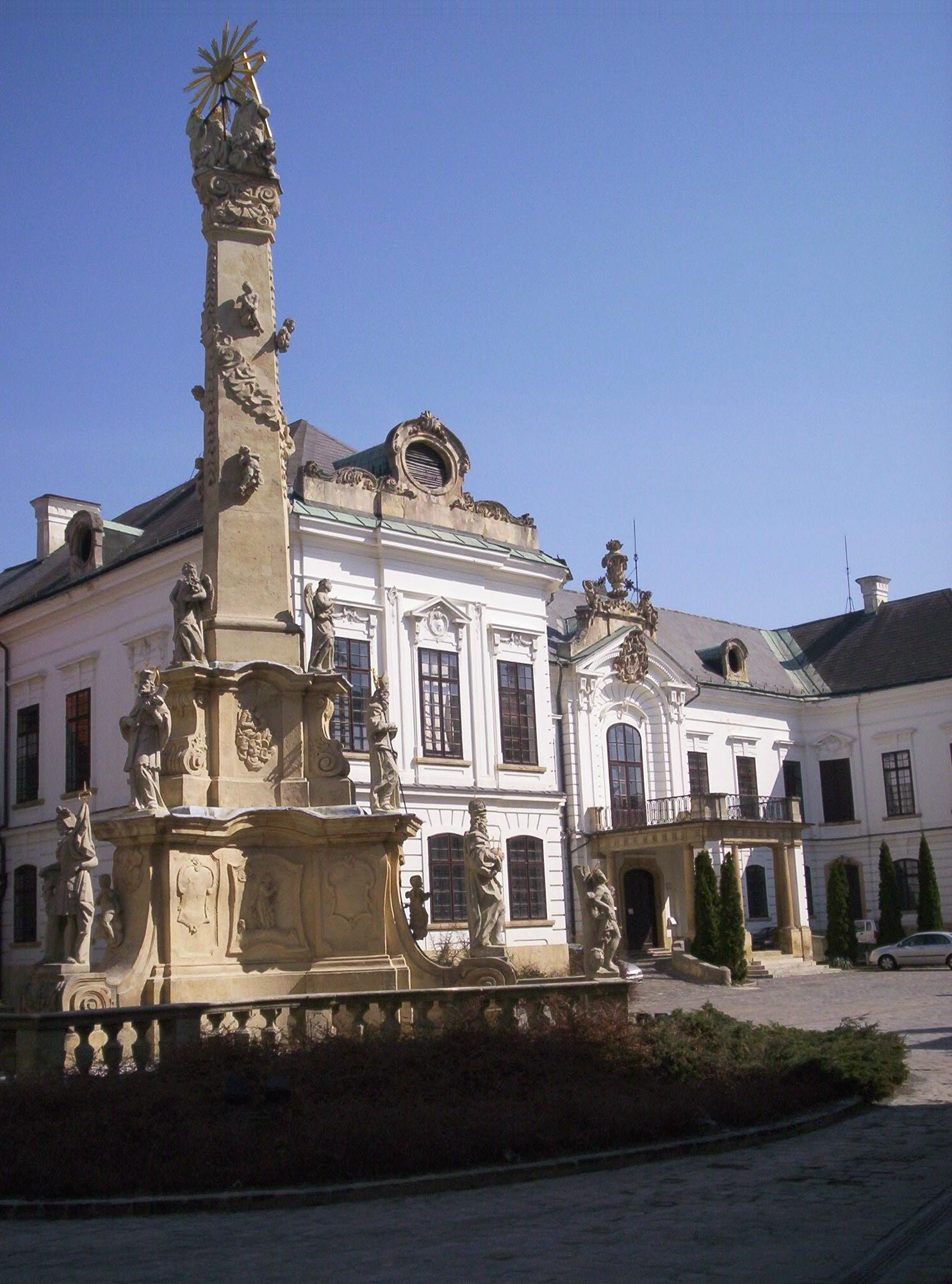
Il palazzo arcivescovile e, davanti, la Colonna della Trinità
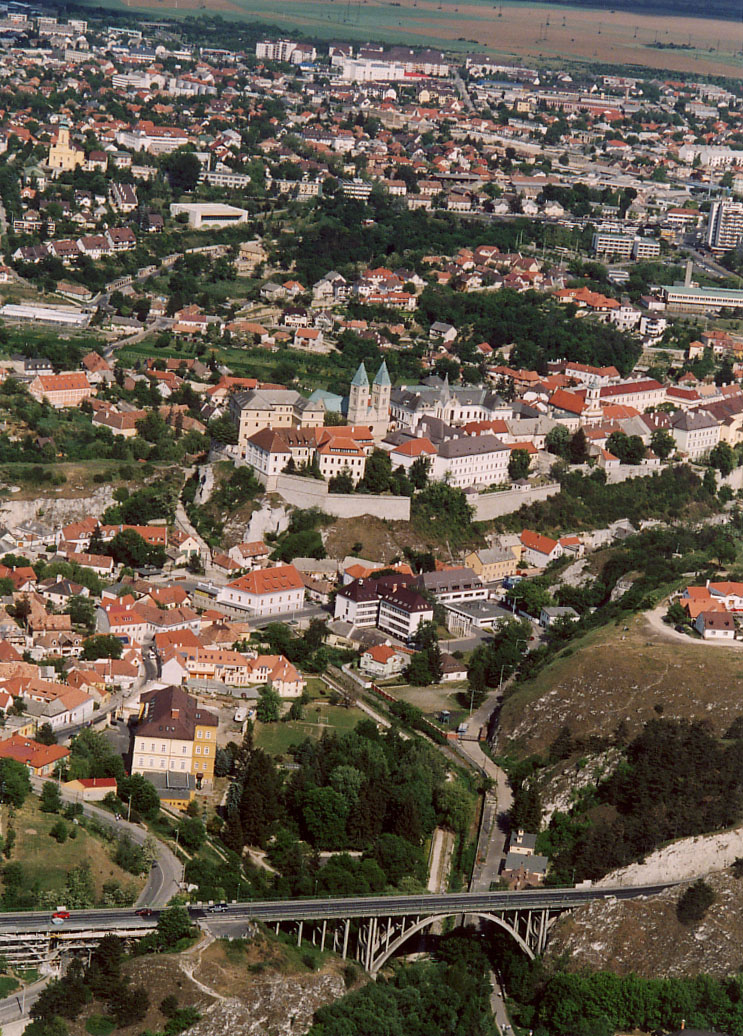
Veduta aerea con al centro, su un colle, il centro storico
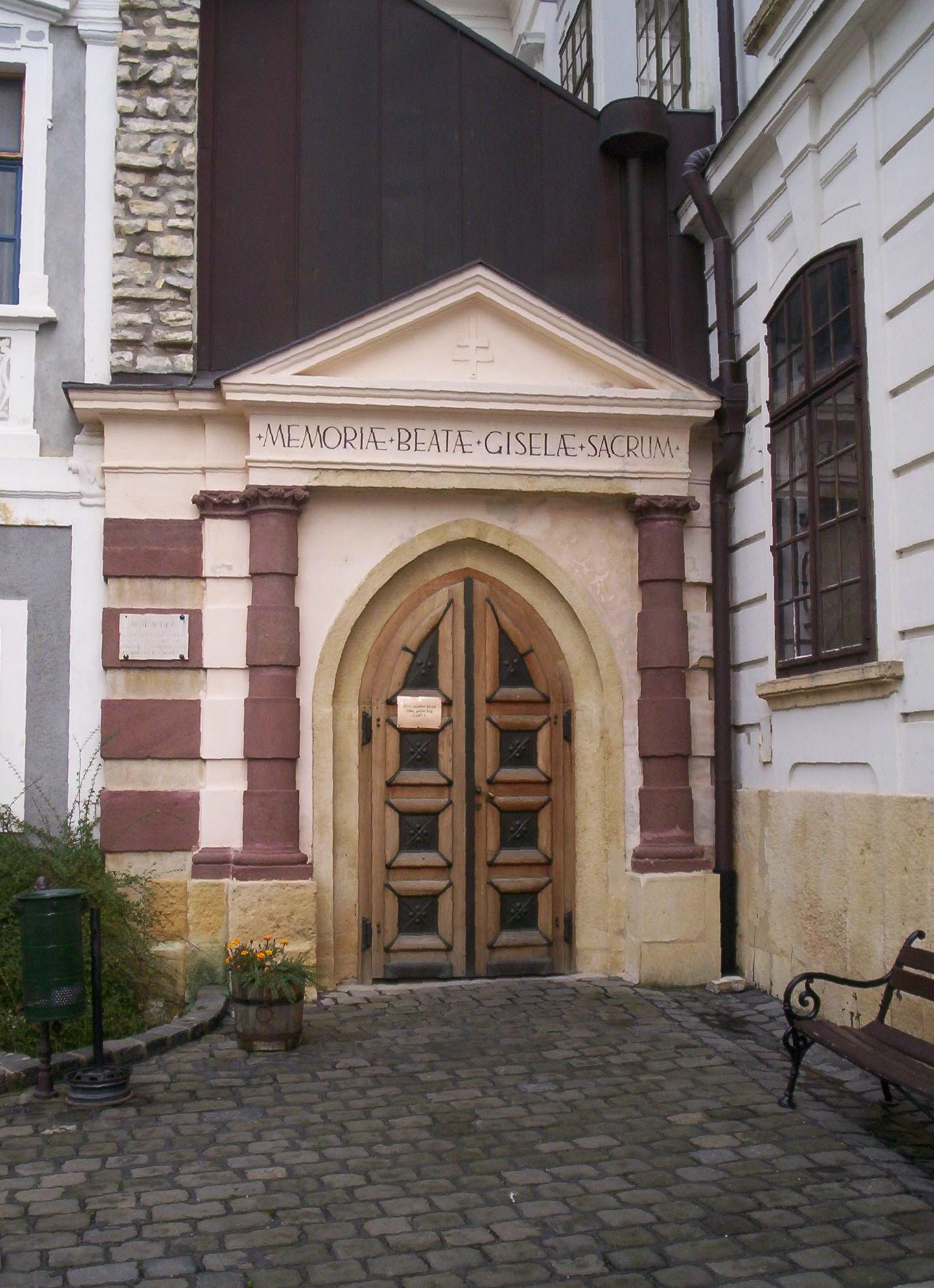
La cappella della Beata Gisella (XI sec.)
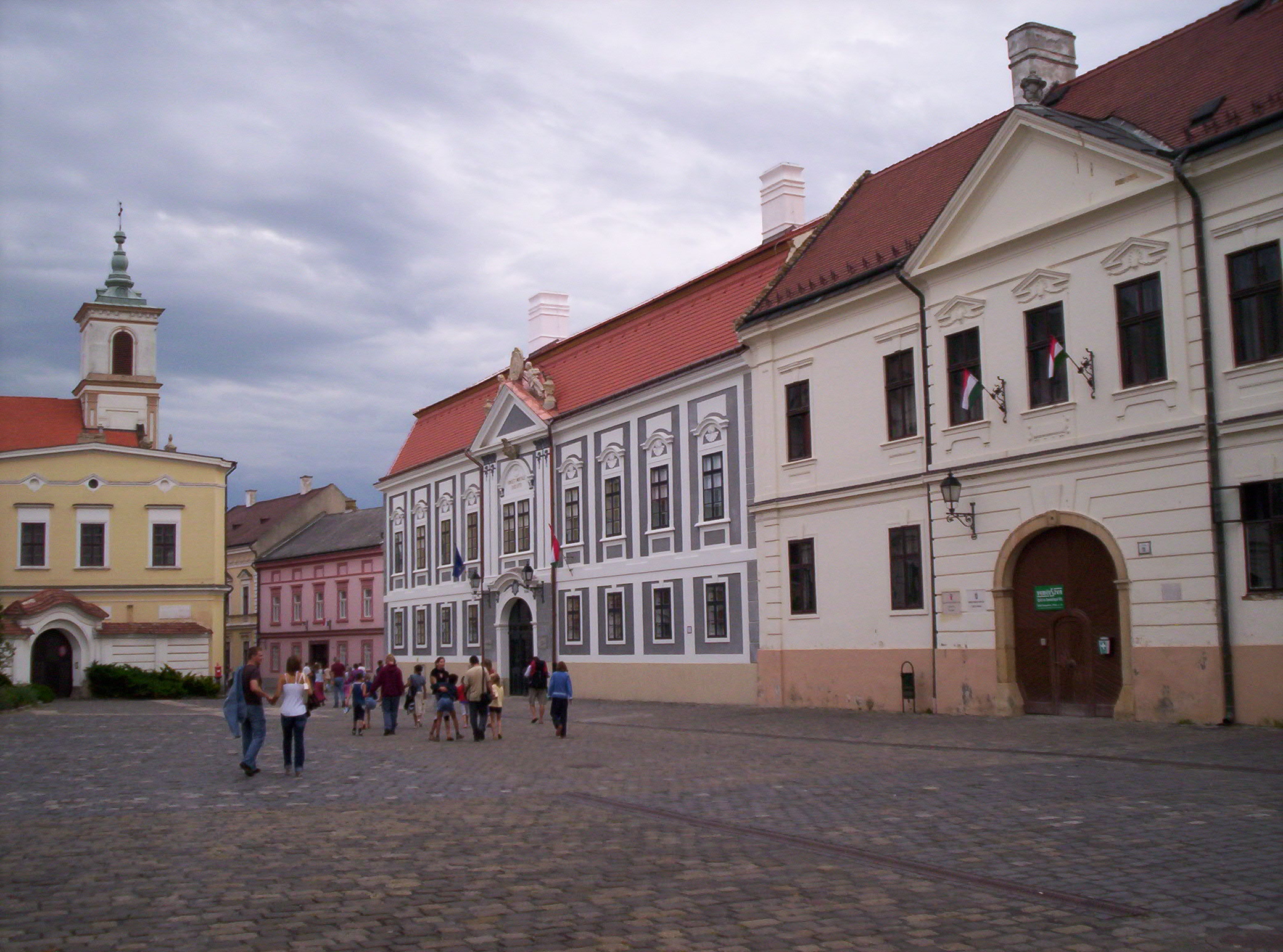
Piazza Santa Trinità
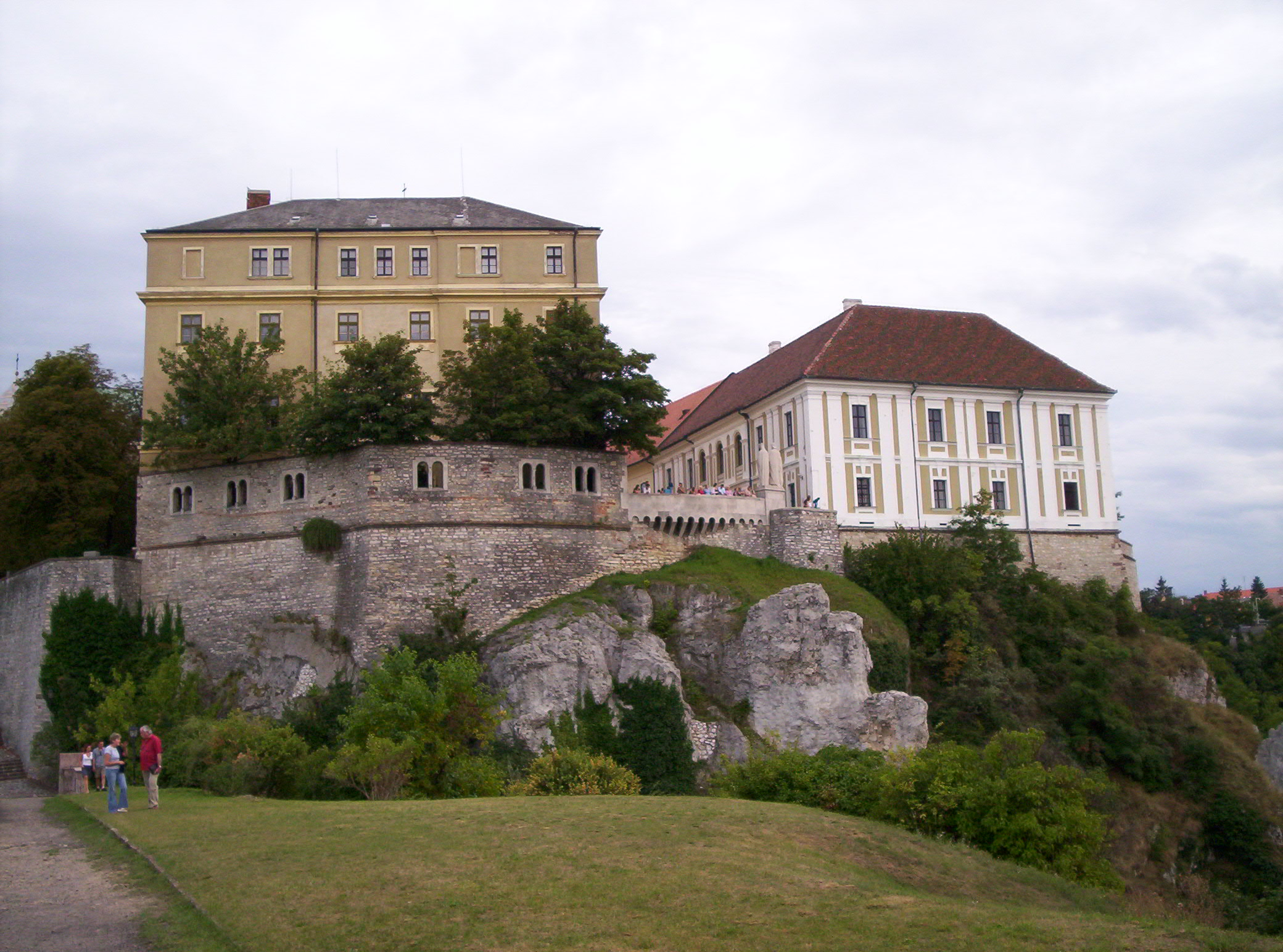
Il castello dalla collina di S. Benedetto
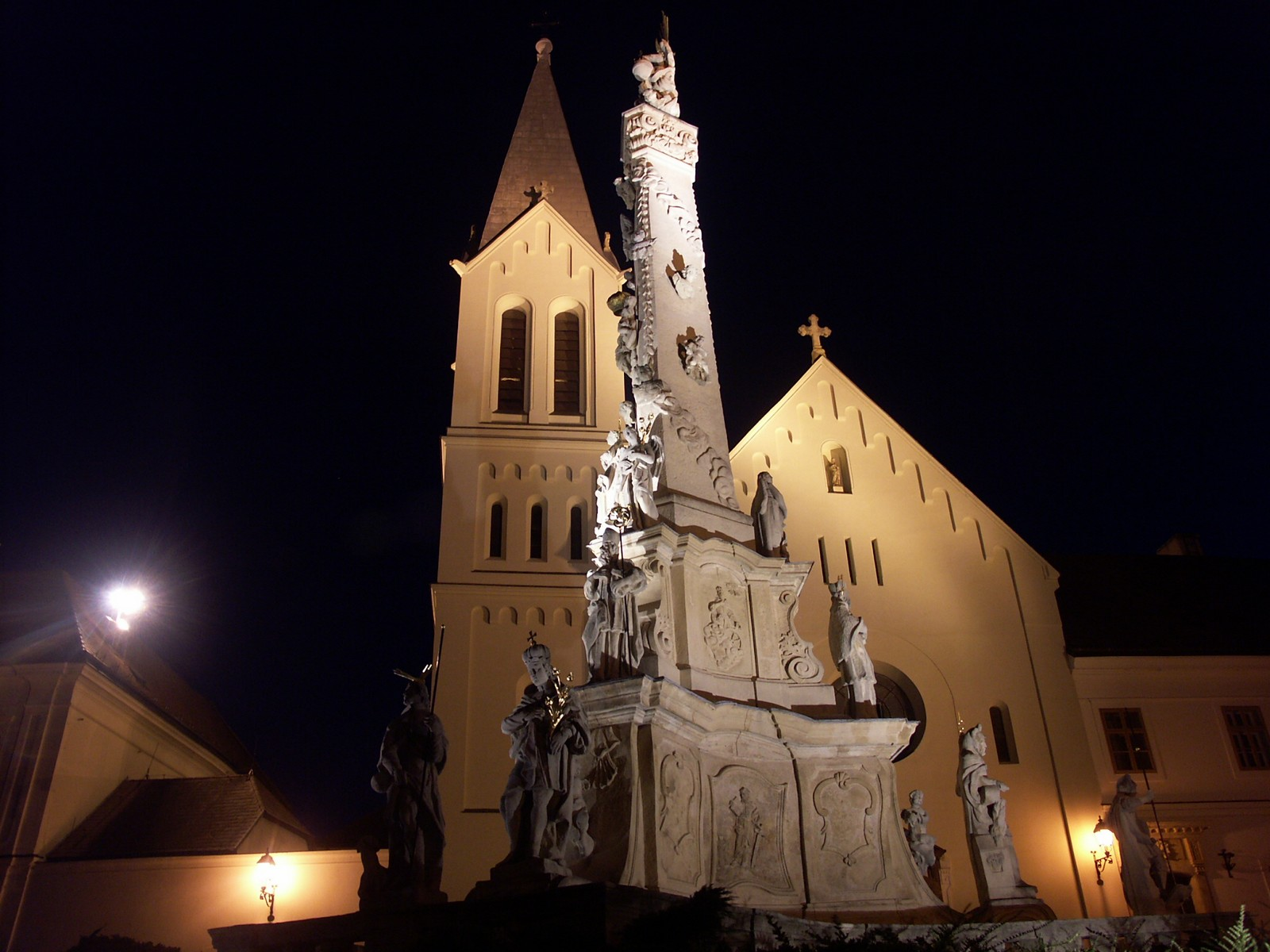
La chiesa dei francescani
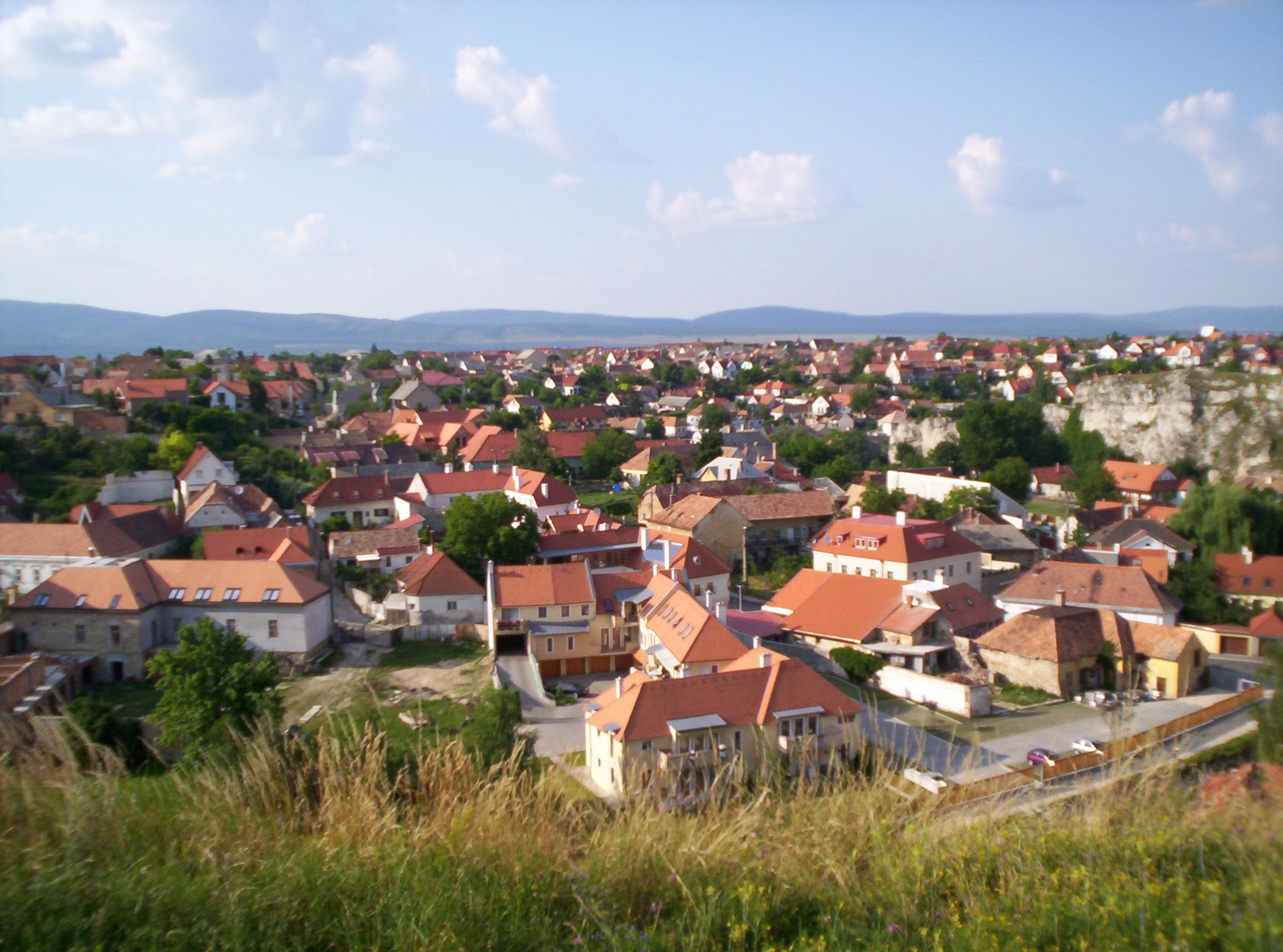
Vista dal quartiere di Jeruzsálemhegy
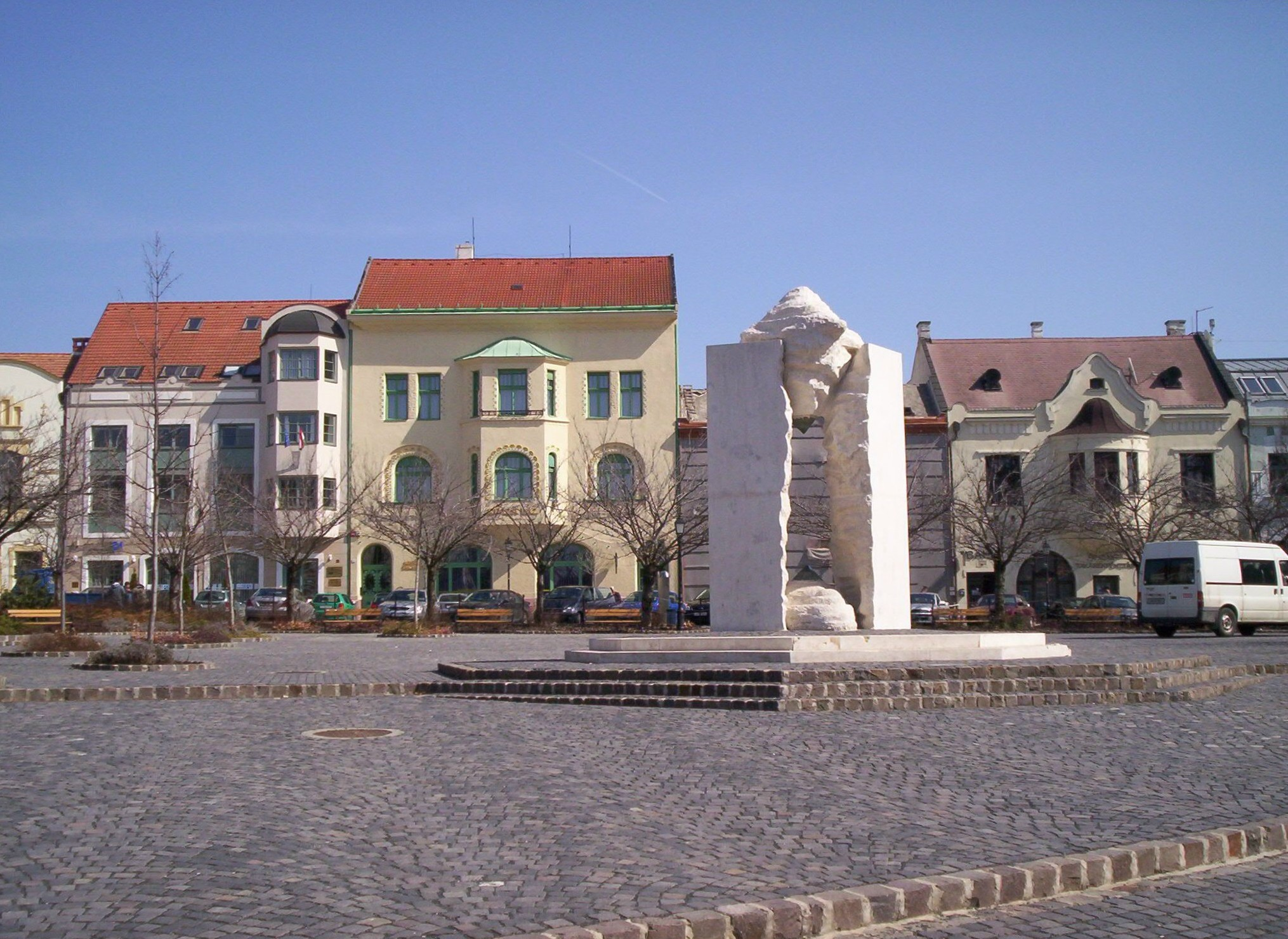
Piazza della Città Vecchia